# Емилија Џоунс
Емилија Анис И. Џоунс  (рођена 23. фебруара 2002) је енглеска глумица. Играла је главну улогу Руби Роси у филму КОДА (CODA) који је награђен Оскаром. Добила је неколико признања, укључујући награду Удружења филмских глумаца и номинацију за награду БАФТА за најбољу глумицу.
Такође је наступала у неколико позоришних представа на лондонском Вест Енду.

## Младост
Џонс је рођен у Лондону од породице велшког певача и водитеља Аледа Џоунса и његове енглеске супруге, циркузанткиње Клер Фосет. Она има једног млађег брата, Лукаса. 

## Каријера
Глумачка каријера почела је 2010. године, са осам година, када се појавила као Јасмин у филму Један дан.  Глумила је Алис у драми Утопија,  а касније те године играла је младу Краљицу година Мери Геџел у британској телевизијској серији Доктор Ху 2013.  Имала је малу улогу у Пиратима са Кариба: На чудним плимама (2011). 
Године 2011, Џоунс је дебитовала у позоришту играјући принцезу Младу Фиону у оригиналној продукцији Шрека мјузикла у Краљевском позоришту, Друри Лејн .   Године 2013. појавила се у сценској адаптацији Ребеке Ленкијевиц Хенрија Џејмса као деветогодишња Флора, наизменично између две друге девојчице сваке вечери. Након наступа на новинарској вечери, рекла је: „Не сматрам да је то страшно, само ми је тако забавно... Волим сваки део тога.“  
У децембру 2018. објављено је да је Џонус добила улогу Кинси Лока, једног од главних ликова у драмској серији Брава и кључ.  Прва сезона је објављена 7. фебруара 2020.  Била је то њена прва главна улога у телевизијској серији. Улога ју је привукла због могућности да игра две верзије истог лика: Кинси пре и након што отклони свој страх. 
Године 2021., Џоунс је глумила у комедији-драми CODA као Руби Роси, једини чујући члан њене породице који сања да оде на Беркли. Са друге стране, провела је девет месеци учећи амерички знаковни језик, док је такође научила како да управља професионалним рибарским кочаром. Снимање је трајало од септембра 2019. до јануара 2020. Филм је премијерно приказан 28. јануара 2021. на Санденс филмском фестивалу. Премијерно је приказан на Apple TV+ 13. августа 2021. и добио је позитивне критике; Џонс и његов колега Трој Косур били су хваљени од стране критике и добили су неколико признања.  Филм је освојио награду за најбољи филм на 94. додели Оскара, први филм са премијером на Сунденсу којем је то успело.

## Филмографија

### Филм
| Година | Наслов                              |
| ------ | ----------------------------------- |
| 2011   | Пирати са Кариба: На чудним плимама |
| 2015   | Младост                             |
| 2018   | Инцидент у земљи духова             |
| 2018   | Мој пас Патрик                      |
| 2021   | ЦОДА                                |

### Телевизија
| Година | Наслов            |
| ------ | ----------------- |
| 2011   | Кућа бога Анубиса |
| 2013   | Доктор Ху         |